# 亞洲果業
亞洲果業控股有限公司（Asian Citrus，港交所：0073、LSE：ACHL）是一家主要從事農業業務的香港投資控股公司。該公司通過兩大分部運營。種植場業務分部主要從事種植、栽培及銷售鮮橙等農產品。水果分銷業務分部主要從事分銷鮮橙等水果。

## 公司发展
亞洲果業分別於2005年在英國AIM上市及2009年在香港交易所上市。2009年11月26日，亞洲果業於香港首日上市，股價大幅波動，先在上午競價交易時段高開51.25港元，其後低跌至19.98港元，最終亞洲果業於上午11時57分被香港交易所以「維持市場秩序」為理由停牌。
是次股價波動是由於亞洲果業於2009年11月2日把股份1拆10，但亞洲果業在招股書中，披露截至6月底的每股資產淨值為37.3元人民幣，而其招股書只在13處交代亞洲果業把股份分拆，未反映股份分拆後影響。亞洲果業於11月27日復牌，股價收報7.1元，較上日下跌64.39%。
2016年9月29日，发布交易所通告宣布停牌。 亞洲果業（00073）經歷近4年的停牌後，在2020年9月1日宣布公司達成所有復牌條件，並已經向聯交所申請在今早9時起恢復買賣。不過其股價受壓，截至3時45分跌34%，報0.395元。

## 外部連結
- 亞洲果業控股有限公司網頁 （页面存档备份，存于）